# Moussey (Vosges)
Moussey település Franciaországban, Vosges megyében. Lakosainak száma 549 fő (2022. január 1.). Moussey Allarmont, Grandfontaine, Celles-sur-Plaine, Le Mont, La Petite-Raon, Le Saulcy és Vexaincourt községekkel határos.

## Népesség
A település népességének változása:
| Lakosok száma | 643  | 639  | 641  | 614  | 590  | 566  | 561  | 556  | 549  |
|               | 2013 | 2015 | 2016 | 2017 | 2018 | 2019 | 2020 | 2021 | 2022 |